# 白川郡 (黄海南道)
白川郡（ペチョンぐん）は朝鮮民主主義人民共和国黄海南道に属する郡。白川温泉がある。
なお、朝鮮語で「白」は「백（ペク）」と読むのが標準で、この郡は漢字由来の朝鮮の地名としては例外的な読み方となっている。当地を本貫とする氏族でも「ペチョン/배천」と読む場合と「ペクチョン/백천」と読む場合がある。

## 地理
道の東南部に位置し、南に京畿湾を臨む。
東に礼成江を挟んで開城特別市開豊区域、西に延安郡、北に峰泉郡と隣接する。

## 行政区画
1邑・1労働者区・26里を管轄する。
| - 白川邑（ペチョヌプ） - 鳳両労働者区（ポンニャンノドンジャグ） - 江湖里（カンホリ） - 金谷里（クムゴンニ） - 金山里（クムサンニ） - 錦城里（クムソンニ） - 龍東里（リョンドンニ） - 柳川里（リュチョンニ） - 文山里（ムンサンニ） - ムルキル里（ムルキルリ） - 放峴里（パンヒョンニ） - 烽火里（ポンファリ） - 石山里（ソクサンニ） - 寿福里（スボンニ） | - 水源里（スウォンニ） - 新月里（シヌォルリ） - 駅駆島里（ヨックドリ） - 梧鳳里（オボンニ） - 雲山里（ウンサンニ） - 円山里（ウォンサンニ） - 日谷里（イルコンニ） - 亭村里（チョンチョンニ） - 昌浦里（チャンポリ） - 楸井里（チュジョンニ） - 杏亭里（ヒャンジョンニ） - 紅峴里（ホンヒョンニ） - 花山里（ファサンニ） - 花陽里（ファヤンニ） |

## 歴史
日本統治時代は西隣の延安郡と合わせて延白郡とされていたが、独立後に延安郡と白川郡に分離された。
日本統治期に白川温泉が開発され、京城（ソウル）に近い温泉の一つとして賑わった。

### 年表
この節の出典
- 高句麗 - 刀臘県が置かれた。
- 統一新羅 - 旧沢と呼ばれ、海皐県に属した。
- 高麗 - 忠翊県、復興郡、白州と呼ばれた。
- 1413年 - 白川郡が置かれ、京畿道から黄海道に管轄が移った。
- 1526年 - 白川県となる。
- 1535年 - 郡に復す。
- 1895年 - 海州府白川郡（二十三府制）。
- 1914年 - 郡面併合により、黄海道延安郡と合併して延白郡の一部になる。

- 1952年12月 - 郡面里統廃合により、黄海道南延白郡銀川面・海月面・柳谷面・石山面・道村面・温井面および湖東面・鳳北面の各一部、延白郡雲山面・花城面・金山面をもって、白川郡を設置。白川郡に以下の邑・里が成立。(1邑24里)
  - 白川邑・江湖里・亭村里・鳳両里・紅峴里・放峴里・水源里・昌浦里・文山里・金山里・雲山里・柳川里・金谷里・新月里・杏亭里・錦城里・楸井里・寿福里・花山里・梧鳳里・日谷里・大雅里・花陽里・石山里・都台里
- 1954年10月 - 黄海道の分割により、黄海南道白川郡となる。(1邑24里)
- 1956年9月 (1邑26里)
  - 寿福里・昌浦里・杏亭里の各一部が合併し、龍東里が発足。
  - 杏亭里・金山里の各一部が合併し、烽火里が発足。
- 1967年10月 (1邑27里)
  - 杏亭里・楸井里の各一部が合併し、駅駆島里が発足。
  - 金山里の一部が烽火里に編入。
  - 新月里の一部が紅峴里に編入。
- 1981年6月 - 鳳両里が鳳両労働者区に昇格。(1邑1労働者区26里)
- 1991年11月 - 都台里がムルキル里に改称。(1邑1労働者区26里)
- 1992年4月 (1邑1労働者区26里)
  - 大雅里が峰泉郡に編入。
  - 峰泉郡円山里を編入。

## 交通
- 白川線
  - 温井駅 - 紅峴駅 - 白川駅 - 銀ビッ駅